# Supercoppa italiana (beach soccer)
La Supercoppa italiana ufficialmente Supercoppa di Lega, viene assegnata ogni anno tra la vincente del campionato di Serie A e la vincente della Coppa Italia della stagione precedente.
Con 8 trofei vinti, la squadra più titolata della competizione è il Catania.

## Albo d'oro
| Edizione | Vincitore (volta)                      | Data             | Campione d'Italia                  | Vincitore o finalista di Coppa Italia | Risultato           | Sede                     |                  |
| -------- | -------------------------------------- | ---------------- | ---------------------------------- | ------------------------------------- | ------------------- | ------------------------ | ---------------- |
| 2004     | Catanzaro (1)                          | 31 luglio 2004   | Catanzaro                          | Salerno                               | 2-2 (dts) (2-0 dtr) | Marina di Massa          |                  |
| 2005     | Cavalieri del Mare Forte dei Marmi (1) | 3 luglio 2005    | Cavalieri del Mare Forte dei Marmi | Catania                               | 8-5                 | Gaeta                    |                  |
| 2006     | Catania (1)                            | 14 luglio 2006   | Cavalieri del Mare Forte dei Marmi | Catania                               | 6-6 (dts) (1-2 dtr) | Vasto                    |                  |
| 2007     | Catania (2)                            | 9 agosto 2007    | Milano                             | Catania                               | 5-6                 | Terracina                |                  |
| 2008     | Cavalieri del Mare Viareggio (2)       | 27 agosto 2008   | Milano                             | Cavalieri del Mare Viareggio          | 3-4                 | San Benedetto del Tronto |                  |
| 2009     | Catania (3)                            | 13 agosto 2009   | Catania                            | Coil Lignano Sabbiadoro               | 1-0                 | Ostia                    |                  |
| 2010     | Milano (1)                             | 12 agosto 2010   | Napoli                             | Milano                                | 2-5                 | Ostia                    |                  |
| 2011     | Terracina (1)                          | 29 agosto 2011   | Milano                             | Terracina                             | 4-6                 | Ostia                    |                  |
| 2012     | Terracina (2)                          | 16 agosto 2012   | Terracina                          | Catania                               | 7-3                 | Terracina                |                  |
| 2013     | Terracina (3)                          | 1º agosto 2013   | Terracina                          | Viareggio                             | 8-6                 | San Benedetto del Tronto |                  |
| 2014     | Sambenedettese (1)                     | 31 luglio 2014   | Milano                             | Sambenedettese                        | 3-4                 | Catania                  |                  |
| 2015     | Sambenedettese (2)                     | 6 agosto 2015    | Sambenedettese                     | Terracina                             | 5-4 (dts)           | Lignano Sabbiadoro       |                  |
| 2016     | Catania (4)                            | 4 agosto 2016    | Terracina                          | Catania                               | 3-4                 | Riccione                 |                  |
| 2017     | Sambenedettese (3)                     | 3 agosto 2017    | Viareggio                          | Sambenedettese                        | 5-6 (dts)           | San Benedetto del Tronto |                  |
| 2018     | Viareggio (1)                          | 9 agosto 2018    | Sambenedettese                     | Viareggio                             | 2-2 (dts) (4-5 dtr) | Catania                  |                  |
| 2019     | Terracina (4)                          | 8 agosto 2019    | Catania                            | Terracina                             | 0-0 (dts) (2-3 dtr) | Catania                  |                  |
| 2020     | Evento Annullato                       | Evento Annullato | Evento Annullato                   | Evento Annullato                      | Evento Annullato    | Evento Annullato         | Evento Annullato |
| 2021     | Catania (5)                            | 11 luglio 2021   | Sambenedettese                     | Catania                               | 1-4                 | Cirò Marina              |                  |
| 2022     | Catania (6)                            | 2 giugno 2022    | Pisa                               | Catania                               | 4-5                 | Pescara                  |                  |
| 2023     | Pisa (1)                               | 2 giugno 2023    | Pisa                               | Catania                               | 7-4                 | San Benedetto del Tronto |                  |
| 2024     | Catania (7)                            | 2 giugno 2024    | Viareggio                          | Catania                               | 2-5                 | Viareggio                |                  |
| 2025     | Catania (8)                            | 2 giugno 2025    | Catania                            | Canalicchio Catania                   | 6-3                 | Alghero                  |                  |

### Titoli per squadra
| Squadra                 | Vittorie | Edizioni vinte                                 | Sconfitte | Edizioni perse         |
| ----------------------- | -------- | ---------------------------------------------- | --------- | ---------------------- |
| Catania                 | 8        | 2006, 2007, 2009, 2016, 2021, 2022, 2024, 2025 | 4         | 2005, 2012, 2019, 2023 |
| Terracina               | 4        | 2011, 2012, 2013, 2019                         | 2         | 2015, 2016             |
| Sambenedettese          | 3        | 2014, 2015, 2017                               | 2         | 2018, 2021             |
| Cavalieri del Mare      | 2        | 2005, 2008                                     | 1         | 2006                   |
| Catanzaro               | 1        | 2004                                           | -         | -                      |
| Milano                  | 1        | 2010                                           | 4         | 2007, 2008, 2011, 2014 |
| Viareggio               | 1        | 2018                                           | 3         | 2013, 2017, 2024       |
| Pisa                    | 1        | 2023                                           | 1         | 2022                   |
| Catania SSD             | -        | -                                              | 1         | 2025                   |
| Napoli                  | -        | -                                              | 1         | 2010                   |
| Coil Lignano Sabbiadoro | -        | -                                              | 1         | 2009                   |
| Salerno                 | -        | -                                              | 1         | 2004                   |